# موزه-منطقه حفاظت‌شده ایالتی دربند
موزه-منطقه حفاظت‌شده تاریخی، معماری و باستان‌شناسی ایالتی دربند (روسی: Дербентский музей-заповедник) یک مجموعهٔ موزه‌ای است که به تاریخ شهر دربند، کهن‌ترین شهر روسیه، اختصاص دارد.
مساحت منطقهٔ موزه همراه با نواحی حفاظت‌شده، ۲۰۴۴ هکتار است و شامل بیش از ۲۵۰ (و طبق برخی برآوردها، بیش از ۴۰۰) اثر تاریخی و فرهنگی می‌باشد.
در محدودهٔ این مجموعهٔ موزه‌ای، ۲۵ اثر با اهمیت فدرال قرار دارد که از جملهٔ آن‌ها دژ نارین‌قلعه است.
در سال ۲۰۰۳، این مجموعه در فهرست میراث جهانی یونسکو ثبت شد.

## تاریخ خلقت
موزه تاریخ محلی دربند در سال ۱۹۲۶ بنیان‌گذاری شد. بنیان‌گذار آن، پیوتر ایوانوویچ اسپاسکی، معلم شیمی مدرسه شماره ۱ دربند بود که علاقهٔ زیادی به تاریخ محلی داشت.
در تاریخ ۵ مه ۱۹۲۸، هیئت رئیسهٔ کمیته اجرایی مرکزی داغستان تصمیم گرفت «تمام آثار باستانی شهر دربند، از جمله: دژ، دیوار در تمام طول آن، گورستان قرخلیار به‌طور کامل، آثار برجسته در دیگر گورستان‌ها، سنگر پتر کبیر، خانه‌ای که شاعر الکساندر بستوژف-مارلینسکی در آن زندگی می‌کرد و غیره» را تحت حفاظت ویژه قرار دهد.
در سال ۱۹۳۴، موزه به وضعیت شهرداری ارتقا یافت.
در سال ۱۹۶۰، کارگاه‌های علمی مرمت دربند تأسیس شد و از سال ۱۹۷۱، موزه به‌طور منظم پژوهش‌های باستان‌شناسی را آغاز کرد.
در سال ۱۹۷۷، این مجموعه به موزه‌ای تاریخی و معماری تبدیل شد.
در تاریخ ۱۱ مه ۱۹۸۸، طبق فرمان شماره ۸۶، «موزه-منطقه حفاظت‌شده تاریخی، معماری و هنری ایالتی دربند» تحت نظارت وزارت فرهنگ جمهوری داغستان تأسیس شد.
در ۱۳ اوت ۲۰۲۰، با فرمان دولت جمهوری داغستان، نام موزه به «موزه-منطقه حفاظت‌شده تاریخی، معماری و باستان‌شناسی ایالتی دربند» تغییر یافت.
در سال ۲۰۰۳، دژ نارین‌قلعه، شهر باستانی دربند، مسجد جامع جُمعه متعلق به قرن هشتم میلادی (قدیمی‌ترین مسجد روسیه)، و استحکامات تاریخی شهر به‌عنوان آثار برجستهٔ امپراتوری ساسانی و فرهنگ‌های پس از آن، در فهرست میراث جهانی یونسکو ثبت شدند.

## ساختار

### موزه‌ها
- ارگ معماری مجتمع "نارین-کالا"

دیوارهای سنگی قلعه در قرن ششم میلادی ساخته شده‌اند. در محدودهٔ این مجموعه، آثار معماری متعددی وجود دارند که بازتاب‌دهندهٔ دوره‌های مختلف توسعهٔ شهر دربند هستند:
- دیوان‌خانهٔ خان (خانه فرمانده، دیوان‌خان) مربوط به قرن هجدهم
- کاخ خان از قرن هجدهم
- ساختمان نگهبانی (ساخته‌شده در سال ۱۸۲۸) که اکنون میزبان نگارخانهٔ هنری «تاریخ دربند در نقاشی‌ها» است
- مخازن آب مستطیلی و صلیبی‌شکل متعلق به دوره‌های قرن ششم تا هجدهم
- کلیسای گنبددار صلیبی‌شکل که قدمت آن به قرن چهارم تا هجدهم می‌رسد
- حمام خان مربوط به قرن هجدهم
- زندان زیرزمینی معروف به «زندان»
- موزه فرش، هنرهای تزئینی و کاربردی

موزهٔ فرش، هنرهای تزئینی و کاربردی در بنای کلیسای ارمنی-گریگوری واقع شده است؛ بنایی تاریخی از قرن نوزدهم که در سال ۱۸۶۰ بر اساس طراحی گابریل سوندوکیان ساخته شد.
این موزه آثار اصیل و ارزشمند هنرهای مردمی تزئینی و کاربردی را به نمایش می‌گذارد.
افتتاح رسمی آن در سال ۱۹۸۲ صورت گرفت.
علاوه بر فرش‌ها، مجموعهٔ نمایشگاهی شامل آثار سرامیکی و فلزی نیز هست که جلوه‌ای از ذوق و مهارت هنرمندان محلی را به تصویر می‌کشد.
- موزه خانه یادبود A.A. بستوژف-مارلینسکی

خانهٔ یادبود الکساندر بستوژف-مارلینسکی در تاریخ ۱۲ اکتبر ۱۹۸۸ افتتاح شد؛ در همان خانه‌ای که این نویسندهٔ تبعیدی و عضو جنبش دسامبری‌ها در سال‌های ۱۸۳۰ تا ۱۸۳۴ در آن زندگی می‌کرد.
این خانه در بخش بالایی شهر واقع شده و نمونه‌ای از معماری سنتی دربند در اواخر قرن هجدهم و اوایل قرن نوزدهم است.
ملک مذکور در سال ۱۹۴۱ برای تبدیل به موزه خریداری شد، اما به‌دلیل آغاز جنگ جهانی دوم، افتتاح آن به تعویق افتاد.
نمایشگاه این موزه به دورهٔ زندگی و فعالیت‌های ادبی بستوژف در دربند اختصاص دارد.
فضای داخلی خانه بازسازی شده تا حال‌وهوای آن دوران را بازتاب دهد، و در آن از اشیای اصیل و تاریخی استفاده شده که زمانی در خدمت بستوژف بوده‌اند.
- موزه افتخار نظامی

موزهٔ شکوه نظامی شهروندان دربند در سال ۱۹۹۱ افتتاح شد.
در سال ۲۰۱۵، بازآرایی کامل نمایشگاه صورت گرفت و فضای موزه به‌طور اساسی نوسازی شد.
این موزه دارای نمایشگاه دائمی با عنوان «شکوه نظامی مردم دربند» است که به افتخارات و فداکاری‌های نظامی شهروندان این منطقه می‌پردازد.
همچنین بخش‌هایی از موزه به جنگ‌های شوروی-افغانستان و چچن-روسیه اختصاص یافته‌اند و روایتگر حضور و نقش مردم دربند در این درگیری‌ها هستند.
- موزه «طبیعت دریای خزر»

موزهٔ «طبیعت دریای خزر» در سال ۱۹۹۳ تأسیس شد.
این موزه به نمایش جلوه‌هایی از طبیعت جنوب داغستان می‌پردازد؛ از جمله پوشش گیاهی و جانوری این منطقه، هم در خشکی و هم در دنیای زیر آب دریای خزر.
در میان آثار به‌نمایش‌گذاشته‌شده، گونه‌های در معرض انقراض نیز دیده می‌شوند که اهمیت زیست‌محیطی ویژه‌ای دارند و نشان‌دهندهٔ تنوع زیستی منطقه هستند.
- موزه فرهنگ و زندگی دربند باستان

از سال ۱۹۹۲ در ساختمان «حمام دوشیزه» فعالیت می‌کند.

### مناطق برنامه‌ریزی ساختاری
- قلعه نارین-کالا
- شهر «محله علیا»
- شهر «اروپایی» پایینی
- قلمرو گورستان‌های باستانی
- بندر باستانی دربند، نوار ساحلی مجاور و بخشی از منطقه آبی دریای خزر
- منطقه باستان‌شناسی-منظره‌شناسی «دمشق قدیم»
- نواری سه کیلومتری در امتداد دیوار باستانی داغ باری از قلعه نارین قلعه تا قلعه قدیمی در خط الراس ژالگان، به عرض ۵۰۰ متر.

### بناهای تاریخی با اهمیت فدرال
- موزه-ذخیره‌گاه تاریخی، معماری و هنری دربند